# Lucas Boniface
Pour les articles homonymes, voir Boniface.
Lucas Boniface, né le 24 octobre 2000, à Limoges (Haute-Vienne) est un coureur cycliste français. Il est membre de l'équipe TotalEnergies.

## Biographie
Lucas Boniface est originaire du département de la Haute-Vienne. Issu d'une famille de cyclistes, il commence le vélo à l'âge de quatre ans. Il prend sa première licence à l'UC Condat,. Bon sprinteur, il s'illustre dans les catégories de jeunes en obtenant de nombreuses victoires, sur route mais aussi en cyclo-cross. 
En 2017 et 2018, il réalise notamment plusieurs tops dix sur des étapes du Tour de l'Abitibi, inscrit au calendrier de la Coupe des Nations Juniors. Il intègre ensuite l'UV Limoges-U 87 en 2019. Après des débuts discrets, il se distingue durant l'été 2020 en remportant le Grand Prix Christian Fenioux, manche de la Coupe de France N2. Grâce à bons résultats, il rejoint en 2021 le club Vendée U, centre de formation de l'équipe Total Direct Énergie. Tout comme les années précédentes, il se fait remarquer par ses qualités au sprint en obtenant une victoire et divers accessits. Il s'impose aussi à quatre reprises en 2022. 
Lors de la saison 2023, il remporte le classement général du Circuit des plages vendéennes et Nantes-Segré en début de saison. Il brille par ailleurs sur le Tour d'Eure-et-Loir en terminant deuxième d'une étape et neuvième du classement général. À partir du mois d'août, il devient stagiaire au sein de la formation TotalEnergies. Toujours actif avec le Vendée U, il gagne deux étapes ainsi que le classement par points du Tour de la Guadeloupe. Il s'agit de ses premiers succès obtenus sur une compétition inscrite au calendrier de l'UCI.

## Palmarès
- 2012
  - 2e du championnat du Limousin de cyclo-cross minimes
- 2013
  - 2e du championnat du Limousin de cyclo-cross minimes
- 2014
  - Mini Tour Creusois
  - 3e du championnat du Limousin du contre-la-montre minimes
  - 3e du championnat du Limousin de cyclo-cross minimes
- 2015
  - Champion du Limousin sur route cadets
  - Champion du Limousin du contre-la-montre cadets
  - 2e du championnat du Limousin de cyclo-cross cadets
- 2016
  - Champion du Limousin sur route cadets
  - Champion du Limousin du contre-la-montre cadets
- 2017
  - 2e du championnat du Limousin sur route juniors
- 2019
  - 2e étape du Tour de Loué-Brulon-Noyen
- 2020
  - Grand Prix Christian Fenioux
- 2021
  - Grand Prix Super U
  - 2e du Prix de Vivonne
  - 2e du Grand Prix de Chasseneuil-du-Poitou
  - 3e du Circuit de l'Essor
  - 3e du Trophée de l'Essor
- 2022
  - 1re étape du Circuit du Mené
  - 3e étape de l'Essor Breton
  - 4e étape du Tour des Deux-Sèvres
  - Mémorial d'Automne
  - 2e de la Route Bretonne
- 2023
  - Circuit des plages vendéennes :
    - Classement général
    - 1re, 4e et 5e (contre-la-montre par équipes) épreuves

  - Nantes-Segré
  - Grand Prix de Beauchabrol
  - 4e et 5e étapes du Tour de la Guadeloupe
  - 2e du Circuit de l'Essor
  - 3e des Boucles de la Loire